# Saint-Pierre-la-Bourlhonne
Saint-Pierre-la-Bourlhonne är en kommun i departementet Puy-de-Dôme i regionen Auvergne-Rhône-Alpes i centrala Frankrike. Kommunen ligger i kantonen Olliergues som tillhör arrondissementet Ambert. År 2022 hade Saint-Pierre-la-Bourlhonne 135 invånare.

## Befolkningsutveckling
Antalet invånare i kommunen Saint-Pierre-la-Bourlhonne
| Referens: INSEE |